# Estadio Ahmadou Ahidjo
El Stade Omnisport Ahmadou Ahidjo (Estadio Ahmadou Ahidjo) es un estadio multiusos ubicado en la ciudad de Yaundé, Camerún. El estadio fue inaugurado en 1972 para albergar una de las sedes de la Copa Africana de Naciones de aquel año. El recinto posee una capacidad para 38 000 personas y debe su nombre a Ahmadou Ahidjo primer presidente de Camerún tras la independencia del país en 1960.
Se utiliza principalmente para partidos de fútbol y competencias de atléticas, actualmente es utilizado por los dos equipos más importantes de la ciudad, el Canon Yaoundé y el Tonerre Yaoundé, además de ser utilizado como escenario para los partidos de la Selección de fútbol de Camerún.
En 2005 se realizó una ampliación para aumentar la capacidad del estadio a la actual. En 1988, Roger Milla disputó en este estadio un partido con una selección de jugadores internacionales, debido a su retiro.
En 2021 fue uno de los seis estadios sedes de la Copa Africana de Naciones 2021.

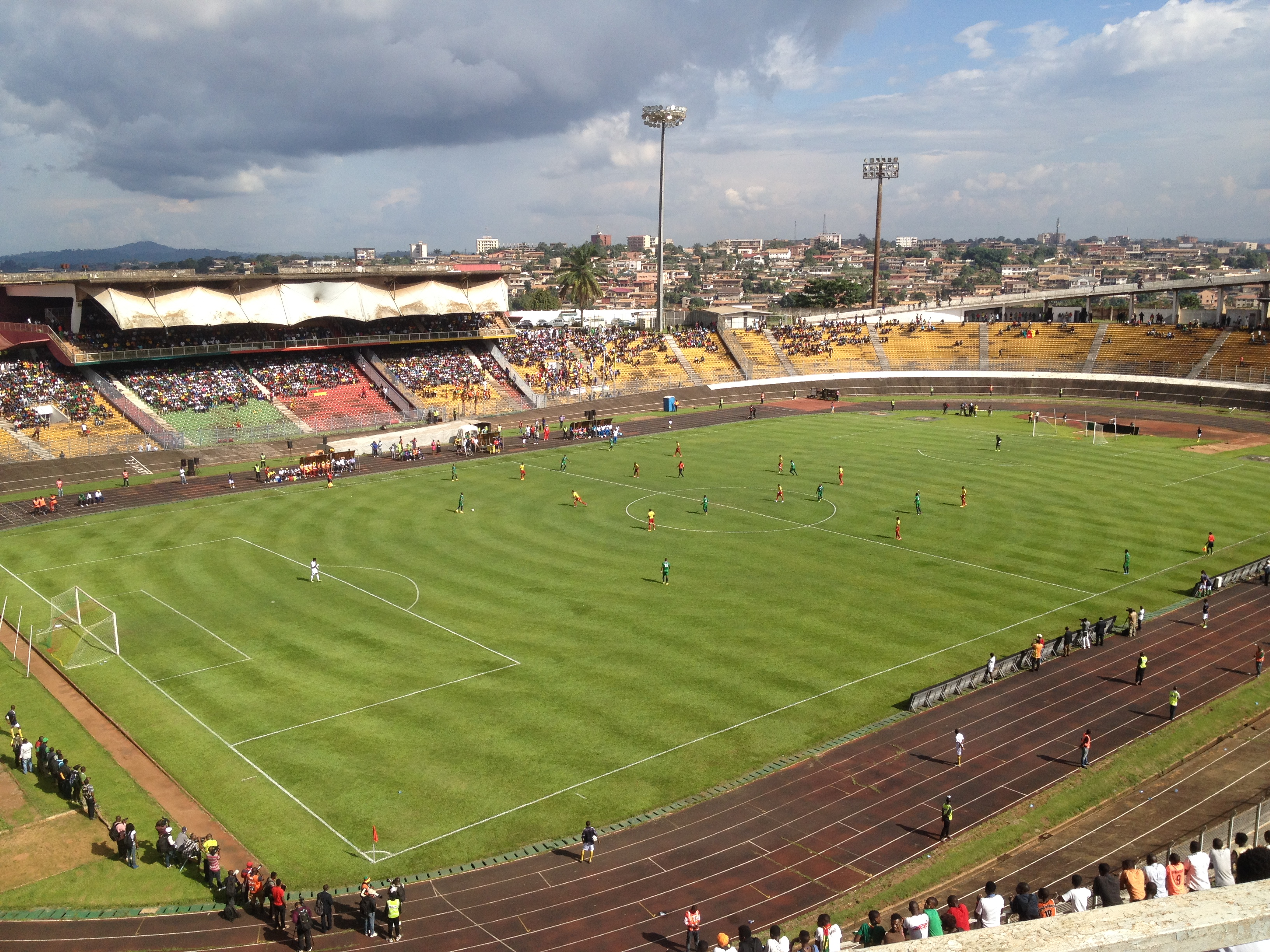

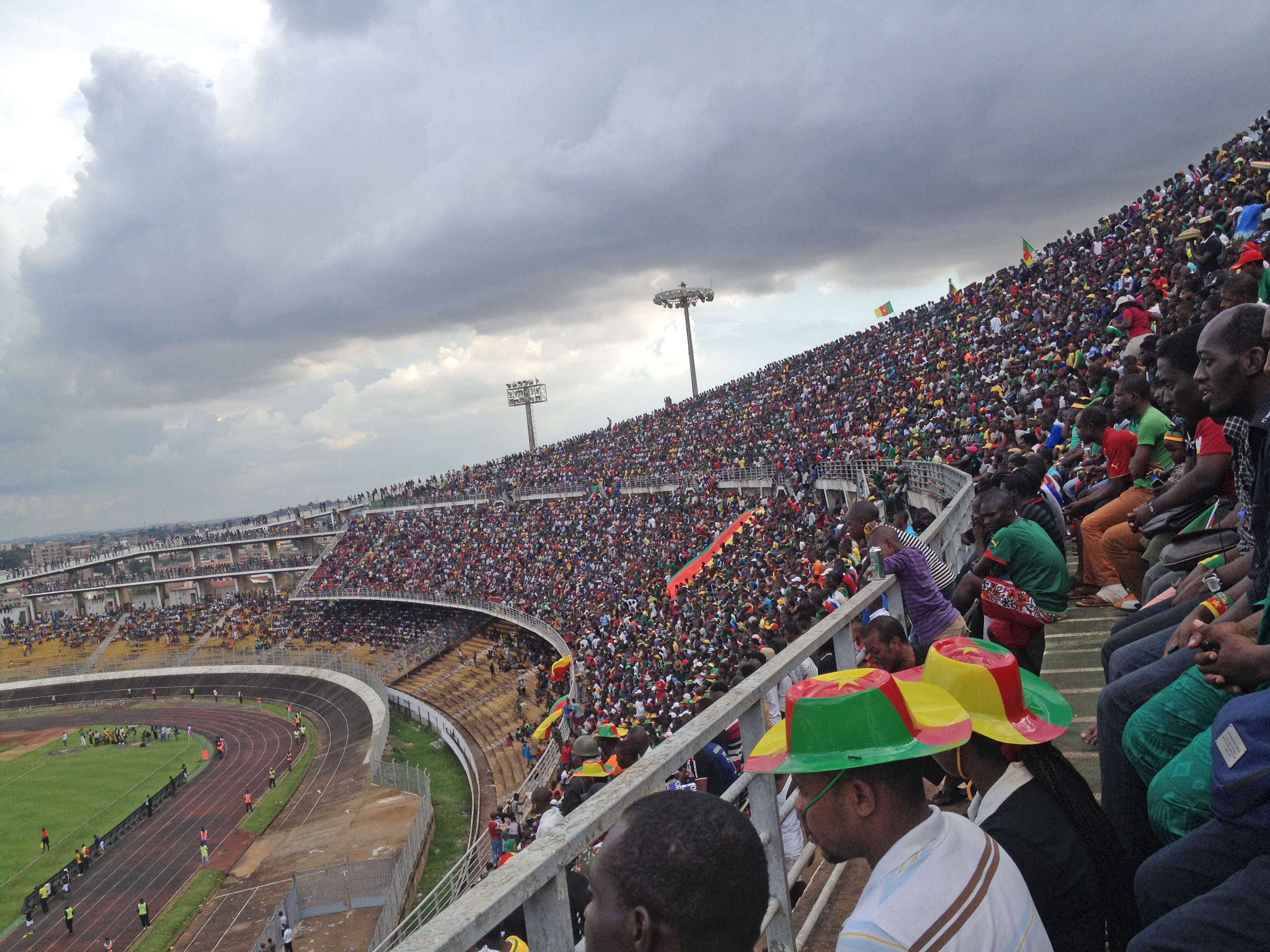

## Eventos Importantes

### Copa Africana de Naciones 1972
- El Estadio Ahmadou Ahidjo albergó ocho partidos de la Copa Africana de Naciones 1972.
| Fecha                 | Selección #1 | Resultado | Selección #2 | Ronda                 | Espectadores |
| --------------------- | ------------ | --------- | ------------ | --------------------- | ------------ |
| 23 de febrero de 1972 | Camerún      | 2–1       | Kenia        | Primera fase, Grupo A |              |
| 24 de febrero de 1972 | Malí         | 3–3       | Togo         | Primera fase, Grupo A |              |
| 26 de febrero de 1972 | Camerún      | 2–0       | Togo         | Primera fase, Grupo A |              |
| 26 de febrero de 1972 | Kenia        | 1–1       | Malí         | Primera fase, Grupo A |              |
| 28 de febrero de 1972 | Togo         | 1–1       | Kenia        | Primera fase, Grupo A |              |
| 28 de febrero de 1972 | Malí         | 1–1       | Camerún      | Primera fase, Grupo A |              |
| 2 de marzo de 1972    | Camerún      | 0–1       | Congo        | Semifinal             |              |
| 4 de marzo de 1972    | Camerún      | 5–2       | Zaire        | Tercer lugar          |              |
| 5 de marzo de 1972    | Congo        | 3–2       | Malí         | Final                 |              |

### Copa Africana de Naciones 2021
- El Estadio Ahmadou Ahidjo albergó 12 partidos de la Copa Africana de Naciones 2021.
| Fecha                | Selección #1 | Resultado      | Selección #2      | Ronda                 | Espectadores |
| -------------------- | ------------ | -------------- | ----------------- | --------------------- | ------------ |
| 10 de enero de 2022  | Marruecos    | 1–0            | Ghana             | Primera fase, Grupo C |              |
| 10 de enero de 2022  | Comoras      | 0–1            | Gabón             | Primera fase, Grupo C |              |
| 14 de enero de 2022  | Marruecos    | 2–0            | Comoras           | Primera fase, Grupo C |              |
| 14 de enero de 2022  | Gabón        | 1–1            | Ghana             | Primera fase, Grupo C |              |
| 18 de enero de 2022  | Zimbabue     | 2–1            | Guinea            | Primera fase, Grupo B |              |
| 18 de enero de 2022  | Gabón        | 2–2            | Marruecos         | Primera fase, Grupo C |              |
| 19 de enero de 2022  | Egipto       | 1–0            | Sudán             | Primera fase, Grupo D |              |
| 25 de enero de 2022  | Marruecos    | 2–1            | Malaui            | Octavos de final      |              |
| 30 de enero de 2022  | Egipto       | 2–1            | Marruecos         | Cuartos de final      |              |
| 30 de enero de 2022  | Senegal      | 3–1            | Guinea Ecuatorial | Cuartos de final      |              |
| 2 de febrero de 2022 | Burkina Faso | 1–3            | Senegal           | Semifinal             |              |
| 6 de febrero de 2022 | Burkina Faso | 3–3 (3–5 pen.) | Camerún           | Tercer lugar          |              |